# یوروکوپتر تایگر
یوروکوپتر تایگر (Eurocopter Tiger) نوعی بالگرد جنگنده دوموتوره و چهارپره است که در شرکت آلمانی - فرانسوی یوروکوپتر طراحی شده و تولید می‌شود. نخستین پیش‌نمونه این هلیکوپتر در سال ۱۹۹۱ به پرواز درآمد اما به کارگیری رسمی آن در هوانیروز آلمان و فرانسه تا سال ۲۰۰۳ به طول انجامید.
این هلیکوپتر تهاجمی محصول نهایی پروژه مشترک آلمان و فرانسه در دوران جنگ سرد برای تولید یک هلیکوپتر ضدتانک کارآمد است که بتواند در برابر حمله نیروهای زمینی شوروی به اروپای غربی ایستادگی کند. به این منظور بخش‌های هلیکوپترسازی شرکت فرانسوی آئروسپاسیال و شرکت آلمانی دایملر-بنز در هم ادغام شده و یوروکوپتر را ایجاد کردند. پس از فروپاشی شوروی و پایان جنگ سرد آلمان و فرانسه تصمیم گرفتند این پروژه را برای ساخت یک هلیکوپتر جنگنده چند منظوره ادامه دهند که بتواند علاوه بر شکار تانکها و زرهپوش‌های دشمن در نقش‌های دیگری چون پشتیبانی نزدیک هوایی از نیروهای زمینی خودی، عملیات‌های شناسایی مسلح در میدان جنگ و اسکورت بالگردهای دیگر نیز کارآمد باشد.
تایگر در آلمانی Tiger و در فرانسوی Tigre نوشته می‌شود و به معنی ببر است. نام این بال‌گرد به پیروی از سنت فرانسوی‌ها در نام‌گذاری بال‌گردهای خود به نام حیوانات تیزرو انتخاب شده‌است. سنتی که در نامگذاری هلیکوپترهای معروف فرانسوی همچون پوما، غزال و آلوئت رعایت شده بود.
تایگر نخستین بالگرد اروپایی است که به‌طور کامل با ترکیبات کامپوزیتی ساخته شده‌است. این هلیکوپتر از ویژگی‌های پیشرفته دیگری چون کابین خلبان شیشه‌ای، فناوری‌های پنهان‌کاری و مانورپذیری بالائی برخوردار است و در طول عمر کوتاه فعالیت خود مأموریت‌های جنگی متعددی را در افغانستان، لیبی و مالی به انجام رسانده است. این هلیکوپتر هم‌اکنون در نیروهای مسلح چهار کشور آلمان، فرانسه، اسپانیا و استرالیا در حال فعالیت است.

## تجهیزات
تایگرهای فرانسوی به یک توپ مسلسل ۳۰ میلی‌متری جیات ۳۰ ساخت شرکت فرانسوی جیات مجهز هستند که در جهت نگاه خلبان حرکت می‌کند و این کار از طریق کلاه هوشمند خلبان تایگر انجام می‌شود. آلمانی‌ها به دلیل لگد زیاد این سلاح با نصب آن بر روی بالگردهای خود مخالفت کردند و در نتیجه تایگرهای آلمانی به‌طور پیش‌فرض به هیچ سلاحی مجهز نیستند و در صورت نیاز با تیربارهای ۱۲.۷ م‌م مسلح خواهند شد. تایگر همچنین با توجه به نوع مأموریت خود به انواع مختلفی از موشک‌ها و راکت‌ها یا مسلسلهای اضافی تجهیز می‌شود و برای هدایت آن‌ها از یک کامپیوتر کنترل آتش مخصوص برخوردار است.
شاید پیشرفته‌ترین سامانه اویونیکی این بالگرد سیستم اوزیریس باشد که از چند دوربین تلویزیونی و گرمایی، یک مسافت‌یاب و علامت‌گذار لیزری و چندین ژیروسکوپ تشکیل می‌شود. اوزیریس به عنوان سنسور اصلی برای مشاهده و نشانه‌گیری اهداف عمل می‌کند و از طریق سیستم‌های رایانه‌ای سلاح‌ها اطلاعات مربوط به شلیک و هدف‌گیری را به خلبان ارائه می‌کند.

## مشخصات
تعدادی از مهمترین ویژگی‌های پروازی این بالگرد جنگنده اروپایی به شرح زیر است:
- حداکثر وزن برخاست: ۶۶۰۰ کیلوگرم

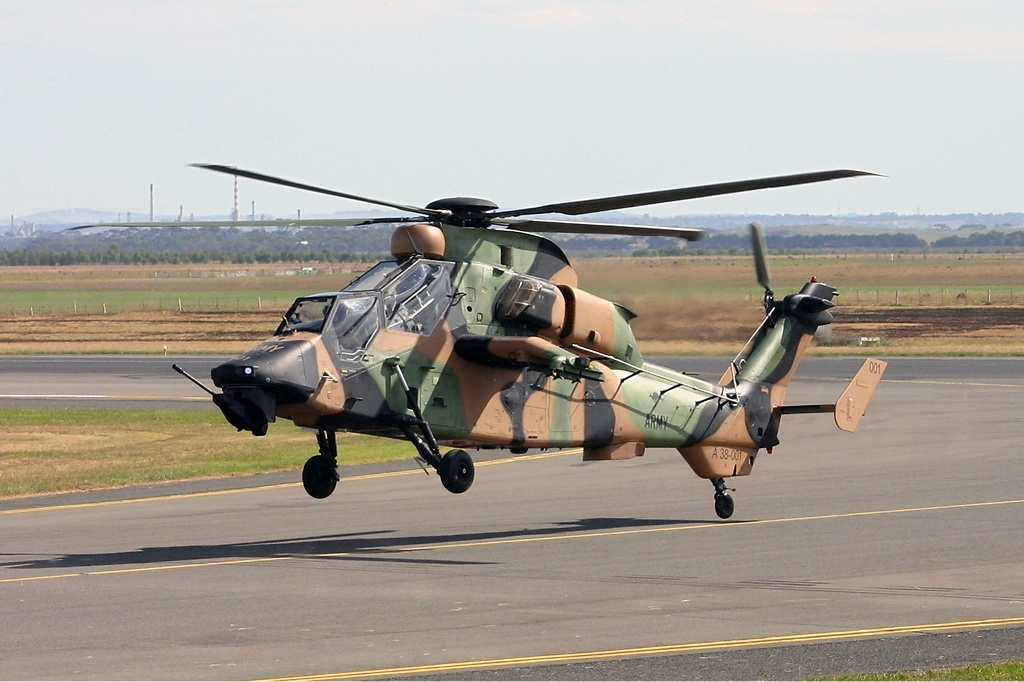
تایگر ارتش استرالیا

- نیروی محرکه: دو موتور توربوشفت ام‌تی‌یو توربومکا رولزرویس MTR 390 هر یک به قدرت ۱۴۶۴ اسب بخار (۱۰۹۲ کیلووات)
- ظرفیت سوخت داخلی: ۱۱۰۵ کیلوگرم
- سوخت داخلی + محفظه سوخت اضافی: ۱۶۸۹ کیلوگرم
- حداکثر سرعت پرواز کروز با حداکثر وزن برخاست: ۲۷۱ کیلومتر بر ساعت (۱۴۶ گره هوایی)
- مداومت پروازی استاندارد: ۲ ساعت و ۳۰ دقیقه
- حداکثر مداومت پروازی با محفظه‌های سوخت اضافی: ۵ ساعت
- حداکثر برد عملیاتی در حالت مسلح با سوخت استاندارد: ۷۴۰ کیلومتر
- حداکثر برد عملیاتی در حالت «غیر مسلح» با سوخت اضافی: ۱۱۳۰ کیلومتر
- سقف پروازی: ۴۰۰۰ متر
- حداقل دمای عملیاتی: ۳۰ تا ۳۵ درجه سانتی‌گراد زیر صفر

## جنگ افزارها

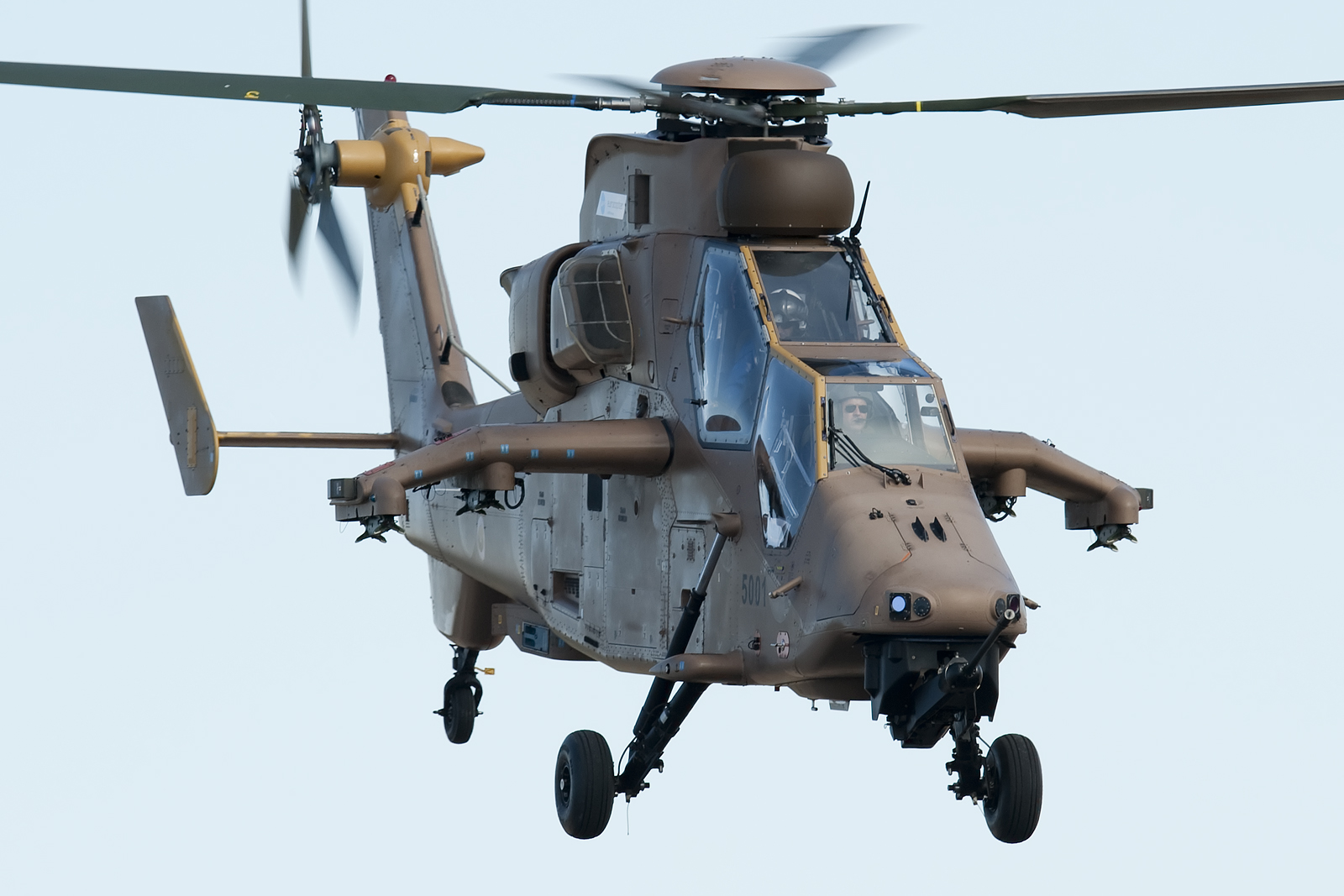
یوروکوپتر تایگر ارتش فرانسه

اجرای یک مانور پروازی در یک نمایش هوایی

ترکیب معمول جنگ‌افزارهای تایگر به این شیوه است:
در مأموریت‌های تهاجمی
- ۴ موشک هوابه‌هوای میسترال + ۸ موشک ضد تانک هلفایر یا اسپایک + توپ ۳۰ میلی‌متری

یا
- ۲ موشک هوابه‌هوای میسترال + ۴ موشک ضد تانک هل‌فایر یا اسپایک + ۳۴ راکت هوابه‌زمین ۶۸ میلی‌متری

یا
- ۲۶ راکت هوابه‌زمین ۷۰ میلی‌متری هیدرا + توپ ۳۰ میلی‌متری

در مأموریت‌های حمله به زمین
- ۶۸ راکت هوابه‌زمین ۶۸ میلی‌متری + توپ ۳۰ میلی‌متری

یا
- ۵۲ راکت هوابه‌زمین ۷۰ میلی‌متری هیدرا + توپ ۳۰ میلی‌متری

در مأموریت‌های شناسایی مسلح
- ۴ موشک هوابه‌هوای میسترال + ۴۴ راکت هوابه‌زمین ۶۸ میلی‌متری

یا
- ۳۸ راکت هوابه‌زمین ۷۰ میلی‌متری هیدرا + توپ ۳۰ میلی‌متری

در مأموریت‌های هوابه‌هوا 
- ۴ موشک هوابه‌هوای میسترال + توپ ۳۰ میلی‌متری